# わだちず
わだちずは、日本の漫画家。京都出身在住。

## 経歴
2014年、第16回アックスマンガ新人賞・南伸坊個人賞を受賞しデビューする。
その後、青林工藝舎の雑誌「アックス」やネット漫画雑誌「放電横丁」などで漫画を描いている。
2018年には、南青山ビリケンギャラリーにて『わらしのはなし』発売記念、”わだちず個展 いないけど いるよ”（2018年7月28日（土）～8月12日（日）月曜休み）開催した。

## 単行本
- 『わらしのはなし』青林工藝舎 (2018/7/25) ISBN 978-4883794492

## 雑誌特集
- 『アックス 第123号 単行本「わらしのはなし」発売記念 特集・わだちず 青林工藝舎 (2018/6/27) ISBN 978-4883794485